# رئیس‌جمهورها (فیلم)
رئیس‌جمهورها (به انگلیسی: Presidents) یا روسای جمهور (به فرانسوی: Présidents) فیلمی محصول سال ۲۰۲۱ و به کارگردانی آن فونتن است. در این فیلم بازیگرانی همچون ژان دوژاردن، گرگوری گادبوا، پاسکال آربیو و دنیس پودالیدس ایفای نقش کرده‌اند.